# Gran Premio motociclistico di Germania 2023
Il Gran Premio motociclistico di Germania 2023 è stato la settima prova del motomondiale del 2023. Le vittorie nelle quattro classi sono andate a: Jorge Martín in entrambe la gare della MotoGP, Pedro Acosta in Moto2, Deniz Öncü in Moto3, Jordi Torres e Héctor Garzó nelle due gare della MotoE. Per Öncü e Garzó si tratta delle loro prime vittorie nel contesto del motomondiale.

## MotoGP

### Sprint

#### Arrivati al traguardo
| Pos. | Nº | Pilota                | Squadra                     | Motocicletta       | Giri | Tempo     | Griglia | Punti |
| ---- | -- | --------------------- | --------------------------- | ------------------ | ---- | --------- | ------- | ----- |
| 1º   | 89 | Jorge Martín          | Prima Pramac Racing         | Ducati Desmosedici | 15   | 20'21.871 | 6º      | 12    |
| 2º   | 1  | Francesco Bagnaia     | Ducati Lenovo               | Ducati Desmosedici | 15   | +2.468    | 1º      | 9     |
| 3º   | 43 | Jack Miller           | Red Bull KTM Factory Racing | KTM RC16           | 15   | +3.287    | 3º      | 7     |
| 4º   | 10 | Luca Marini           | Mooney VR46 Racing          | Ducati Desmosedici | 15   | +5.487    | 2º      | 6     |
| 5º   | 5  | Johann Zarco          | Prima Pramac Racing         | Ducati Desmosedici | 15   | +5.538    | 4º      | 5     |
| 6º   | 33 | Brad Binder           | Red Bull KTM Factory Racing | KTM RC16           | 15   | +6.289    | 9º      | 4     |
| 7º   | 72 | Marco Bezzecchi       | Mooney VR46 Racing          | Ducati Desmosedici | 15   | +6.956    | 5º      | 3     |
| 8º   | 73 | Álex Márquez          | Gresini Racing              | Ducati Desmosedici | 15   | +9.261    | 8º      | 2     |
| 9º   | 41 | Aleix Espargaró       | Aprilia Racing              | Aprilia RS-GP      | 15   | +9.691    | 10º     | 1     |
| 10º  | 23 | Enea Bastianini       | Ducati Lenovo               | Ducati Desmosedici | 15   | +9.715    | 11º     |       |
| 11º  | 93 | Marc Márquez          | Repsol Honda                | Honda RC213V       | 15   | +10.828   | 7º      |       |
| 12º  | 49 | Fabio Di Giannantonio | Gresini Racing              | Ducati Desmosedici | 15   | +10.905   | 14º     |       |
| 13º  | 20 | Fabio Quartararo      | Monster Energy Yamaha       | Yamaha YZR-M1      | 15   | +11.366   | 12º     |       |
| 14º  | 37 | Augusto Fernández     | GasGas Factory Racing Tech3 | KTM RC16           | 15   | +12.593   | 15º     |       |
| 15º  | 21 | Franco Morbidelli     | Monster Energy Yamaha       | Yamaha YZR-M1      | 15   | +12.905   | 17º     |       |
| 16º  | 88 | Miguel Oliveira       | CryptoData RNF              | Aprilia RS-GP      | 15   | +13.837   | 16º     |       |
| 17º  | 30 | Takaaki Nakagami      | LCR Honda Idemitsu          | Honda RC213V       | 15   | +14.505   | 18º     |       |
| 18º  | 25 | Raúl Fernández        | CryptoData RNF              | Aprilia RS-GP      | 15   | +28.959   | 19º     |       |

#### Ritirati
| Nº | Pilota           | Squadra                     | Motocicletta  | Giri | Griglia |
| -- | ---------------- | --------------------------- | ------------- | ---- | ------- |
| 12 | Maverick Viñales | Aprilia Racing              | Aprilia RS-GP | 11   | 13º     |
| 94 | Jonas Folger     | GasGas Factory Racing Tech3 | KTM RC16      | 6    | 20º     |

### Gara
Per la prima volta nel motomondiale, Ducati piazza 5 moto ai primi cinque posti della classifica: si è imposto Jorge Martín del team satellite Pramac Racing, davanti a Francesco Bagnaia del team ufficiale Ducati Corse e all'altro pilota Pramac, Johann Zarco; ai piedi del podio, Marco Bezzecchi e Luca Marini entrambi del team clienti VR46 Racing. L'ultimo precedente del genere in MotoGP risaliva al Gran Premio motociclistico del Brasile 2003, realizzato in quel caso da Honda.

#### Arrivati al traguardo
| Pos. | Nº | Pilota                | Squadra                     | Motocicletta       | Giri | Tempo     | Griglia | Punti |
| ---- | -- | --------------------- | --------------------------- | ------------------ | ---- | --------- | ------- | ----- |
| 1º   | 89 | Jorge Martín          | Prima Pramac Racing         | Ducati Desmosedici | 30   | 40'52.449 | 6º      | 25    |
| 2º   | 1  | Francesco Bagnaia     | Ducati Lenovo               | Ducati Desmosedici | 30   | +0.064    | 1º      | 20    |
| 3º   | 5  | Johann Zarco          | Prima Pramac Racing         | Ducati Desmosedici | 30   | +7.013    | 4º      | 16    |
| 4º   | 72 | Marco Bezzecchi       | Mooney VR46 Racing          | Ducati Desmosedici | 30   | +8.430    | 5º      | 13    |
| 5º   | 10 | Luca Marini           | Mooney VR46 Racing          | Ducati Desmosedici | 30   | +11.679   | 2º      | 11    |
| 6º   | 43 | Jack Miller           | Red Bull KTM Factory Racing | KTM RC16           | 30   | +11.904   | 3º      | 10    |
| 7º   | 73 | Álex Márquez          | Gresini Racing              | Ducati Desmosedici | 30   | +14.040   | 7º      | 9     |
| 8º   | 23 | Enea Bastianini       | Ducati Lenovo               | Ducati Desmosedici | 30   | +14.859   | 10º     | 8     |
| 9º   | 49 | Fabio Di Giannantonio | Gresini Racing              | Ducati Desmosedici | 30   | +17.061   | 13º     | 7     |
| 10º  | 88 | Miguel Oliveira       | CryptoData RNF              | Aprilia RS-GP      | 30   | +19.648   | 15º     | 6     |
| 11º  | 37 | Augusto Fernández     | GasGas Factory Racing Tech3 | KTM RC16           | 30   | +19.997   | 14º     | 5     |
| 12º  | 21 | Franco Morbidelli     | Monster Energy Yamaha       | Yamaha YZR-M1      | 30   | +22.949   | 16º     | 4     |
| 13º  | 20 | Fabio Quartararo      | Monster Energy Yamaha       | Yamaha YZR-M1      | 30   | +25.117   | 11º     | 3     |
| 14º  | 30 | Takaaki Nakagami      | LCR Honda Idemitsu          | Honda RC213V       | 30   | +25.327   | 17º     | 2     |
| 15º  | 25 | Raúl Fernández        | CryptoData RNF              | Aprilia RS-GP      | 30   | +25.503   | 18º     | 1     |
| 16º  | 41 | Aleix Espargaró       | Aprilia Racing              | Aprilia RS-GP      | 30   | +28.543   | 9º      |       |
| 17º  | 94 | Jonas Folger          | GasGas Factory Racing Tech3 | KTM RC16           | 30   | +48.962   | 19º     |       |

#### Ritirati
| Nº | Pilota           | Squadra                     | Motocicletta  | Giri | Griglia |
| -- | ---------------- | --------------------------- | ------------- | ---- | ------- |
| 33 | Brad Binder      | Red Bull KTM Factory Racing | KTM RC16      | 18   | 8º      |
| 12 | Maverick Viñales | Aprilia Racing              | Aprilia RS-GP | 8    | 12º     |

## Moto2

### Arrivati al traguardo
| Pos. | Nº | Pilota                  | Squadra                     | Motocicletta | Giri | Tempo     | Griglia | Punti |
| ---- | -- | ----------------------- | --------------------------- | ------------ | ---- | --------- | ------- | ----- |
| 1º   | 37 | Pedro Acosta            | Red Bull KTM Ajo            | Kalex        | 25   | 35'15.315 | 1º      | 25    |
| 2º   | 14 | Tony Arbolino           | Elf Marc VDS Racing         | Kalex        | 25   | +2.730    | 2º      | 20    |
| 3º   | 96 | Jake Dixon              | Polar Cube GasGas Aspar     | Kalex        | 25   | +2.825    | 3º      | 16    |
| 4º   | 35 | Somkiat Chantra         | Idemitsu Honda Team Asia    | Kalex        | 25   | +9.013    | 7º      | 13    |
| 5º   | 21 | Alonso López            | MB Conveyors SpeedUp        | Boscoscuro   | 25   | +12.274   | 5º      | 11    |
| 6º   | 18 | Manuel González         | Correos Prepago Yamaha VR46 | Kalex        | 25   | +13.540   | 12º     | 10    |
| 7º   | 22 | Sam Lowes               | Elf Marc VDS Racing         | Kalex        | 25   | +14.457   | 6º      | 9     |
| 8º   | 54 | Fermín Aldeguer         | MB Conveyors SpeedUp        | Boscoscuro   | 25   | +15.053   | 8º      | 8     |
| 9º   | 75 | Albert Arenas           | Red Bull KTM Ajo            | Kalex        | 25   | +15.219   | 9º      | 7     |
| 10º  | 13 | Celestino Vietti        | Fantic Racing               | Kalex        | 25   | +15.397   | 11º     | 6     |
| 11º  | 11 | Sergio García           | Pons Wegow Los40            | Kalex        | 25   | +22.204   | 10º     | 5     |
| 12º  | 7  | Barry Baltus            | Fieten Olie Racing GP       | Kalex        | 25   | +23.478   | 14º     | 4     |
| 13º  | 12 | Filip Salač             | QJMotor Gresini             | Kalex        | 25   | +23.586   | 13º     | 3     |
| 14º  | 79 | Ai Ogura                | Idemitsu Honda Team Asia    | Kalex        | 25   | +23.879   | 20º     | 2     |
| 15º  | 71 | Dennis Foggia           | Italtrans Racing            | Kalex        | 25   | +24.947   | 22º     | 1     |
| 16º  | 52 | Jeremy Alcoba           | QJMotor Gresini             | Kalex        | 25   | +28.448   | 17º     |       |
| 17º  | 4  | Sean Dylan Kelly        | OnlyFans American Racing    | Kalex        | 25   | +32.574   | 18º     |       |
| 18º  | 84 | Zonta van den Goorbergh | Fieten Olie Racing GP       | Kalex        | 25   | +35.241   | 23º     |       |
| 19º  | 99 | Carlos Tatay            | OnlyFans American Racing    | Kalex        | 25   | +36.630   | 26º     |       |
| 20º  | 24 | Marcos Ramírez          | Forward Team                | Forward      | 25   | +48.790   | 24º     |       |
| 21º  | 23 | Taiga Hada              | Pertamina Mandalika SAG     | Kalex        | 25   | +1'11.766 | 29º     |       |
| 22º  | 27 | Kasma Daniel            | Correos Prepago Yamaha VR46 | Kalex        | 25   | +1'23.431 | 28º     |       |

### Ritirati
| Nº | Pilota              | Squadra                        | Motocicletta | Giri | Griglia |
| -- | ------------------- | ------------------------------ | ------------ | ---- | ------- |
| 16 | Joe Roberts         | Italtrans Racing               | Kalex        | 18   | 16º     |
| 19 | Lorenzo Dalla Porta | Forward Team                   | Forward      | 11   | 25º     |
| 28 | Izan Guevara        | Polar Cube GasGas Aspar        | Kalex        | 8    | 27º     |
| 40 | Arón Canet          | Pons Wegow Los40               | Kalex        | 5    | 4º      |
| 3  | Lukas Tulovic       | Liqui Moly Husqvarna Intact GP | Kalex        | 4    | 21º     |
| 64 | Bo Bendsneyder      | Pertamina Mandalika SAG        | Kalex        | 0    | 15º     |
| 15 | Darryn Binder       | Liqui Moly Husqvarna Intact GP | Kalex        | 0    | 19º     |

## Moto3

### Arrivati al traguardo
| Pos. | Nº | Pilota             | Squadra                        | Motocicletta  | Giri | Tempo     | Griglia | Punti |
| ---- | -- | ------------------ | ------------------------------ | ------------- | ---- | --------- | ------- | ----- |
| 1º   | 53 | Deniz Öncü         | Red Bull KTM Ajo               | KTM RC 250 GP | 23   | 33'10.531 | 2º      | 25    |
| 2º   | 71 | Ayumu Sasaki       | Liqui Moly Husqvarna Intact GP | Husqvarna     | 23   | +0.095    | 1º      | 20    |
| 3º   | 96 | Daniel Holgado     | Red Bull KTM Tech3             | KTM RC 250 GP | 23   | +12.074   | 6º      | 16    |
| 4º   | 48 | Iván Ortolá        | Angeluss MTA                   | KTM RC 250 GP | 23   | +12.196   | 3º      | 13    |
| 5º   | 80 | David Alonso       | Gaviota GasGas Aspar           | Gas Gas       | 23   | +17.158   | 14º     | 11    |
| 6º   | 5  | Jaume Masiá        | Leopard Racing                 | Honda NSF250R | 23   | +17.328   | 5º      | 10    |
| 7º   | 10 | Diogo Moreira      | MT Helmets - MSI               | KTM RC 250 GP | 23   | +17.416   | 8º      | 9     |
| 8º   | 6  | Ryusei Yamanaka    | Gaviota GasGas Aspar           | Gas Gas       | 23   | +17.468   | 15º     | 8     |
| 9º   | 82 | Stefano Nepa       | Angeluss MTA                   | KTM RC 250 GP | 23   | +17.548   | 9º      | 7     |
| 10º  | 72 | Taiyo Furusato     | Honda Team Asia                | Honda NSF250R | 23   | +18.132   | 10º     | 6     |
| 11º  | 43 | Xavier Artigas     | CFMoto Racing PrüstelGP        | CFMoto        | 23   | +17.838   | 11º     | 5     |
| 12º  | 44 | David Muñoz        | Boé Motorsports                | KTM RC 250 GP | 23   | +20.723   | 29º     | 4     |
| 13º  | 99 | José Antonio Rueda | Red Bull KTM Ajo               | KTM RC 250 GP | 23   | +21.034   | 16º     | 3     |
| 14º  | 27 | Kaito Toba         | SIC58 Squadra Corse            | Honda NSF250R | 23   | +21.147   | 7º      | 2     |
| 15º  | 16 | Andrea Migno       | CIP Green Power                | KTM RC 250 GP | 23   | +21.241   | 13º     | 1     |
| 16º  | 31 | Adrián Fernández   | Leopard Racing                 | Honda NSF250R | 23   | +33.445   | 23º     |       |
| 17º  | 54 | Riccardo Rossi     | SIC58 Squadra Corse            | Honda NSF250R | 23   | +33.536   | 21º     |       |
| 18º  | 55 | Romano Fenati      | Rivacold Snipers               | Honda NSF250R | 23   | +33.611   | 22º     |       |
| 19º  | 64 | Mario Aji          | Honda Team Asia                | Honda NSF250R | 23   | +33.759   | 19º     |       |
| 20º  | 19 | Scott Ogden        | VisionTrack Racing             | Honda NSF250R | 23   | +36.144   | 27º     |       |
| 21º  | 7  | Filippo Farioli    | Red Bull KTM Tech3             | KTM RC 250 GP | 23   | +43.725   | 17º     |       |
| 22º  | 66 | Joel Kelso         | CFMoto Racing PrüstelGP        | CFMoto        | 23   | +45.306   | 18º     |       |
| 23º  | 70 | Joshua Whatley     | VisionTrack Racing             | Honda NSF250R | 23   | +55.584   | 24º     |       |
| 24º  | 38 | David Salvador     | CIP Green Power                | KTM RC 250 GP | 23   | +55.605   | 28º     |       |
| 25º  | 33 | Tatchakorn Buasri  | Honda Team Asia                | Honda NSF250R | 23   | +55.729   | 25º     |       |
| 26º  | 57 | Danial Shahril     | MT Helmets - MSI               | KTM RC 250 GP | 23   | +55.801   | 26º     |       |
| 27º  | 22 | Ana Carrasco       | Boé Motorsports                | KTM RC 250 GP | 23   | +55.954   | 20º     |       |

### Ritirati
| Nº | Pilota          | Squadra                        | Motocicletta  | Giri | Griglia |
| -- | --------------- | ------------------------------ | ------------- | ---- | ------- |
| 18 | Matteo Bertelle | Rivacold Snipers               | Honda NSF250R | 21   | 12º     |
| 95 | Collin Veijer   | Liqui Moly Husqvarna Intact GP | Husqvarna     | 1    | 4º      |

## MotoE
Tutti i piloti sono dotati di motocicletta fornita dalla Ducati.

### Gara 1

#### Arrivati al traguardo
| Pos. | Nº | Pilota             | Squadra                    | Giri | Tempo     | Griglia | Punti |
| ---- | -- | ------------------ | -------------------------- | ---- | --------- | ------- | ----- |
| 1º   | 81 | Jordi Torres       | Openbank Aspar             | 10   | 14'46.636 | 1º      | 25    |
| 2º   | 3  | Randy Krummenacher | Dynavolt Intact GP         | 10   | +0.778    | 7º      | 20    |
| 3º   | 11 | Matteo Ferrari     | Felo Gresini               | 10   | +1.014    | 9º      | 16    |
| 4º   | 61 | Alessandro Zaccone | Tech3 E-racing             | 10   | +1.370    | 8º      | 13    |
| 5º   | 40 | Mattia Casadei     | HP Pons Los40              | 10   | +3.550    | 6º      | 11    |
| 6º   | 29 | Nicholas Spinelli  | HP Pons Los40              | 10   | +3.962    | 4º      | 10    |
| 7º   | 53 | Esteve Rabat       | Prettl Pramac              | 10   | +4.772    | 10º     | 9     |
| 8º   | 77 | Miquel Pons        | LCR E-Team                 | 10   | +4.850    | 11º     | 8     |
| 9º   | 9  | Andrea Mantovani   | RNF                        | 10   | +5.282    | 12º     | 7     |
| 10º  | 78 | Hikari Ōkubo       | Tech3 E-racing             | 10   | +6.481    | 5º      | 6     |
| 11º  | 21 | Kevin Zannoni      | Ongetta SIC58 Squadracorse | 10   | +7.318    | 16º     | 5     |
| 12º  | 34 | Kevin Manfredi     | Ongetta SIC58 Squadracorse | 10   | +7.949    | 13º     | 4     |
| 13º  | 8  | Mika Pérez         | RNF                        | 10   | +13.567   | 15º     | 3     |
| 14º  | 72 | Alessio Finello    | Felo Gresini               | 10   | +18.576   | 17º     | 2     |
| 15º  | 6  | María Herrera      | OpenBank Aspar             | 10   | +18.761   | 18º     | 1     |
| 16º  | 23 | Luca Salvadori     | Prettl Pramac              | 10   | +21.661   | 14º     |       |

#### Ritirati
| Nº | Pilota       | Squadra            | Giri | Griglia |
| -- | ------------ | ------------------ | ---- | ------- |
| 51 | Eric Granado | LCR E-Team         | 9    | 3º      |
| 4  | Héctor Garzó | Dynavolt Intact GP | 9    | 2º      |

### Gara 2

#### Arrivati al traguardo
| Pos. | Nº | Pilota             | Squadra                    | Giri | Tempo    | Griglia | Punti |
| ---- | -- | ------------------ | -------------------------- | ---- | -------- | ------- | ----- |
| 1º   | 4  | Héctor Garzó       | Dynavolt Intact GP         | 6    | 8'50.507 | 2º      | 25    |
| 2º   | 40 | Mattia Casadei     | HP Pons Los40              | 6    | +0.233   | 6º      | 20    |
| 3º   | 81 | Jordi Torres       | Openbank Aspar             | 6    | +0.290   | 1º      | 16    |
| 4º   | 51 | Eric Granado       | LCR E-Team                 | 6    | +0.577   | 3º      | 13    |
| 5º   | 29 | Nicholas Spinelli  | HP Pons Los40              | 6    | +0.779   | 4º      | 11    |
| 6º   | 3  | Randy Krummenacher | Dynavolt Intact GP         | 6    | +0.802   | 7º      | 10    |
| 7º   | 11 | Matteo Ferrari     | Felo Gresini               | 6    | +0.857   | 9º      | 9     |
| 8º   | 78 | Hikari Ōkubo       | Tech3 E-racing             | 6    | +2.650   | 5º      | 8     |
| 9º   | 61 | Alessandro Zaccone | Tech3 E-racing             | 6    | +2.657   | 8º      | 7     |
| 10º  | 9  | Andrea Mantovani   | RNF                        | 6    | +2.770   | 12º     | 6     |
| 11º  | 77 | Miquel Pons        | LCR E-Team                 | 6    | +2.880   | 11º     | 5     |
| 12º  | 21 | Kevin Zannoni      | Ongetta SIC58 Squadracorse | 6    | +5.312   | 16º     | 4     |
| 13º  | 34 | Kevin Manfredi     | Ongetta SIC58 Squadracorse | 6    | +5.886   | 13º     | 3     |
| 14º  | 53 | Esteve Rabat       | Prettl Pramac              | 6    | +6.155   | 10º     | 2     |
| 15º  | 8  | Mika Pérez         | RNF                        | 6    | +8.396   | 15º     | 1     |
| 16º  | 23 | Luca Salvadori     | Prettl Pramac              | 6    | +13.836  | 14º     |       |
| 17º  | 72 | Alessio Finello    | Felo Gresini               | 6    | +14.481  | 17º     |       |
| 18º  | 6  | María Herrera      | OpenBank Aspar             | 6    | +19.828  | 18º     |       |